# Italiens senat

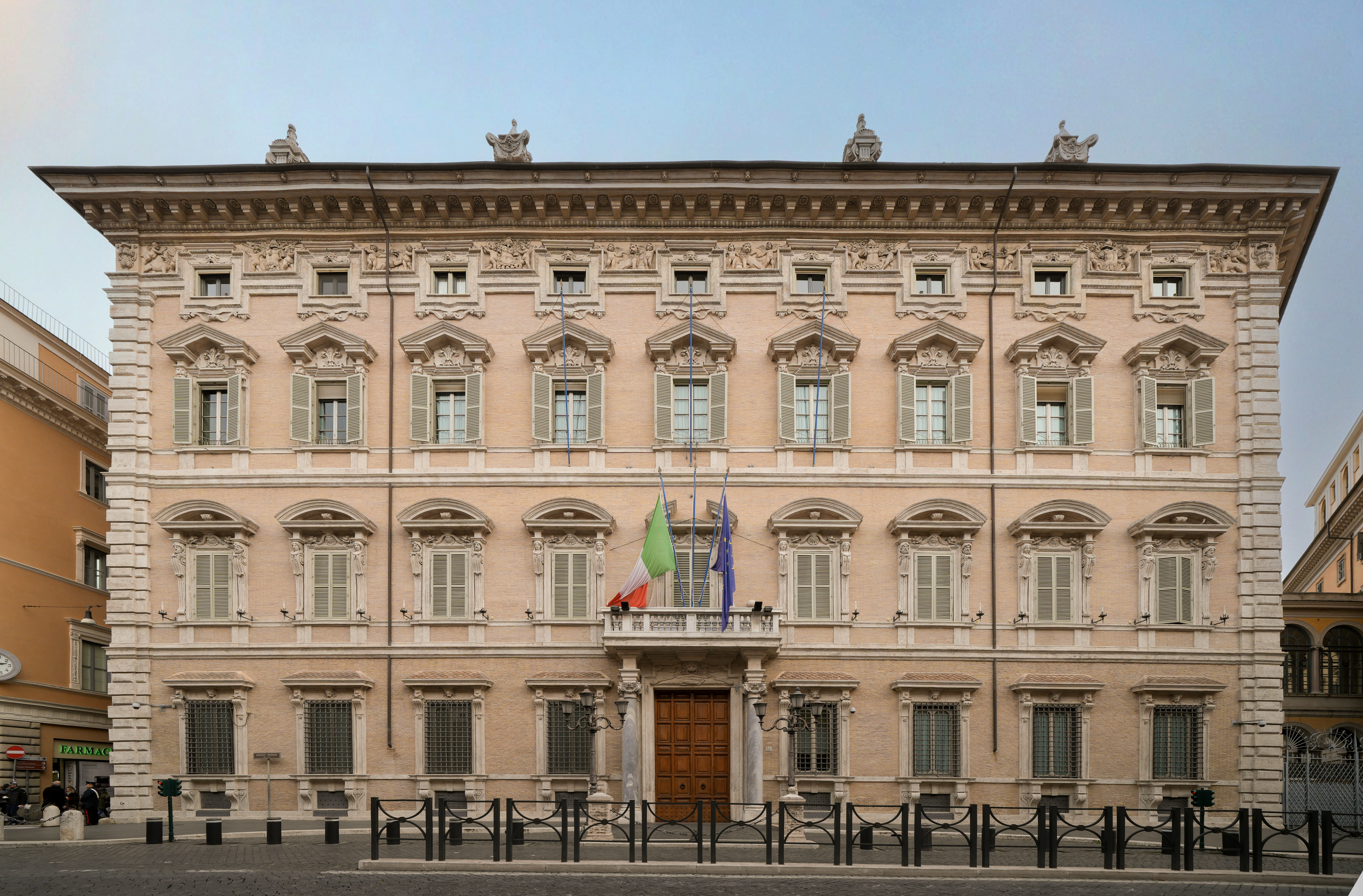
Italienska parlamentets överhus Senaten sammanträder i Palazzo Madama.

Italiens senat (Senato della Repubblica, ’Republikens senat’), senaten, är en av de två kamrarna, överhuset, i det italienska parlamentet.
Senato della Repubblica avlöste den 8 maj 1948 Senato del Regno (’Konungarikets senat’), under den gamla italienska monarkin, som då hade existerat i, på dagen, hundra år.
Senaten, som samlas i Palazzo Madama i Rom, består av 200 senatorer (senatori), som väljs för fem år i taget; sex senatorer representerar därvid italienare i utlandet. Förutvarande presidenter och fem medborgare utnämnda av republikens president är senatorer på livstid. Valbarhetsåldern är fyrtio år och rösträttsåldern tjugofem år.